# Mottagarkanal
Mottagarkanal (en: receiver channel). Mottagarkanal anger en frekvens för telekommunikation. Begreppet används till exempel för att ange frekvensen för nödsignaler i sjökommunikation, frekvensen för ett program på en TV-sändare, eller frekvens som används av GPS, se närmare under kanal (GPS).